# Wilhelm Osiander
Friedrich Wilhelm Osiander (* 14. September 1903 in Mannheim; † 8. Mai 1945) war ein deutscher Diplomlandwirt und SS-Obersturmbannführer.

## Leben
Wilhelm Osiander trat zum 1. April 1933 der NSDAP (Mitgliedsnummer 1.569.792) und im Mai 1933 der SS bei (SS-Nummer 143.233). Er war 1940 kurz Leiter des Sippenamtes im SS-Rasse- und Siedlungshauptamt (RuSHA), übergab dann aber die Leitung an Richard Kaaserer. Osiander wurde Chef der Abteilung Familienforschung im RuSHA. 1942 wurde er Nachfolger von Richard Kaaserer. Er übernahm als SS-Sturmbannführer (ab 9. November 1941) bis zu seinem Tod 1945 das Ahnentafelamt im RuSHA. Am 9. November 1944 war seine Beförderung zum SS-Obersturmbannführer erfolgt.
Am 21. April 1928 heiratete Osiander in Mannheim, die Tochter des Bankdirektors Dr. Ferdinand von Zuccalmaglio, Margarete Hulda von Zuccalmaglio (* 1902). Die Ehe blieb kinderlos und wurde 1934 wieder geschieden.
1939 heiratete Osiander in Hamburg Carola Dibener (* 1915).

## Werke
- Die Bedeutung des Verlobungs- und Heiratsbefehls des Reichsführers SS. Familie, Sippe, Volk 1, 1942, S. 2 ff.
- Manuskript: Vom Judenedikt Hardenbergs bis zur Nürnberger Gesetzgebung. 1943/1944.